# 瑟克兰
瑟克兰（法語：Seclin，法語發音：[səklɛ̃]），法国北部城市，上法兰西大区诺尔省的一个市镇，隶属于里尔区，其市镇面积为17.42平方公里，2022年1月1日时人口数量为13,011人，在法国城市中排名第784位。
瑟克兰位于诺尔省中南部，巴黎－里尔铁路和A1高速公路由此通过，是一个区域性的中心城市，也是里尔南部的一个卫星城。

## 地名来源
瑟克兰最初于公元八世纪时以拉丁语“Sacilinum”的形式被记载，该名称来源于日耳曼人名“Sichelin”。
因翻译标准不同，Seclin在中文谷歌地图、《世界地名翻译大辞典》、《世界地名译名词典》等汉语文献中被译为塞克兰。

## 历史

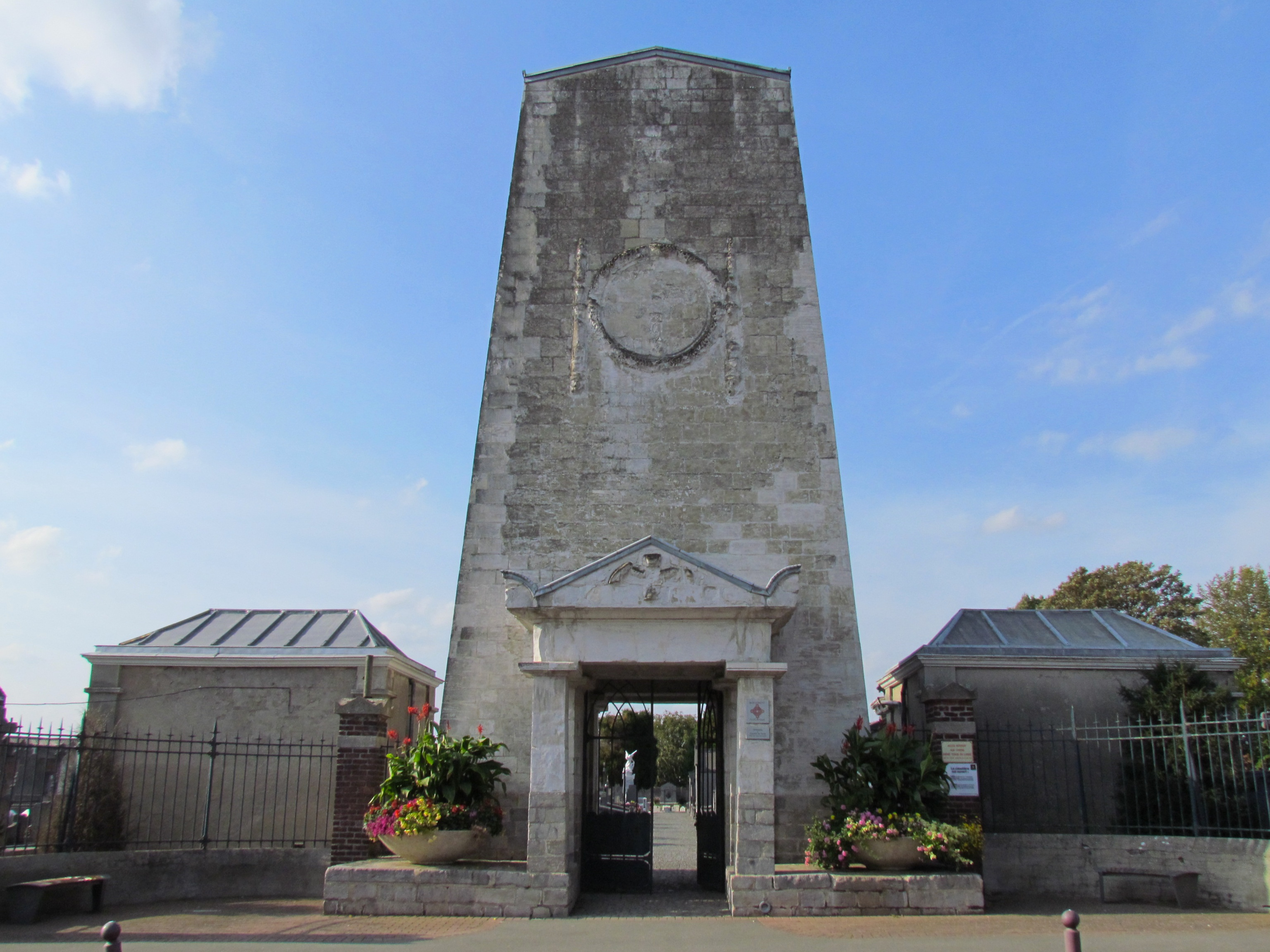
瑟克兰战争烈士纪念碑

根据当地官方网站的论述，瑟克兰境内在距今10万年以前的新石器时期就已出现人类活动，当地曾出土过多处相关文物。古典时期，瑟克兰境内已出现农业生产活动。中世纪中期，瑟克兰为佛兰德公爵的一处领地，当地出现了一处天主教堂。1246年，佛兰德的玛格丽特二世在此修建了一处圣母神学院，其附近逐渐形成聚落。法荷战争期间，瑟克兰曾遭到破坏。17世纪后，瑟克兰逐渐成为一个区域性的商业集镇。法国大革命后，瑟克兰成为北部省的一个市镇。工业革命期间，途径此地的巴黎－里尔铁路建成通车。普法战争结束后，法国政府决定在瑟克兰修建城塞。二战后，随着里尔的城市扩张以及高速公路的建成，瑟克兰成为里尔的一个郊区卫星城。20世纪60年代初，瑟克兰境内出现了工业区，当地人口数量逐年增加。

## 地理

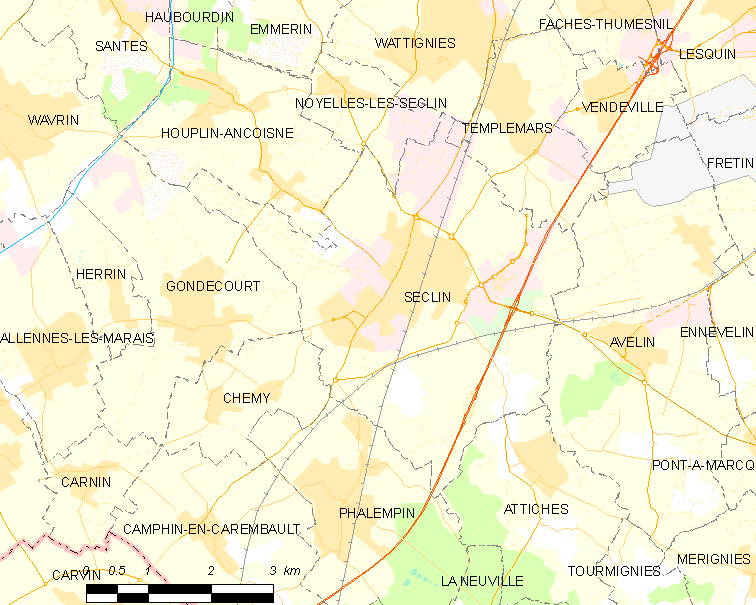
瑟克兰市镇范围地图

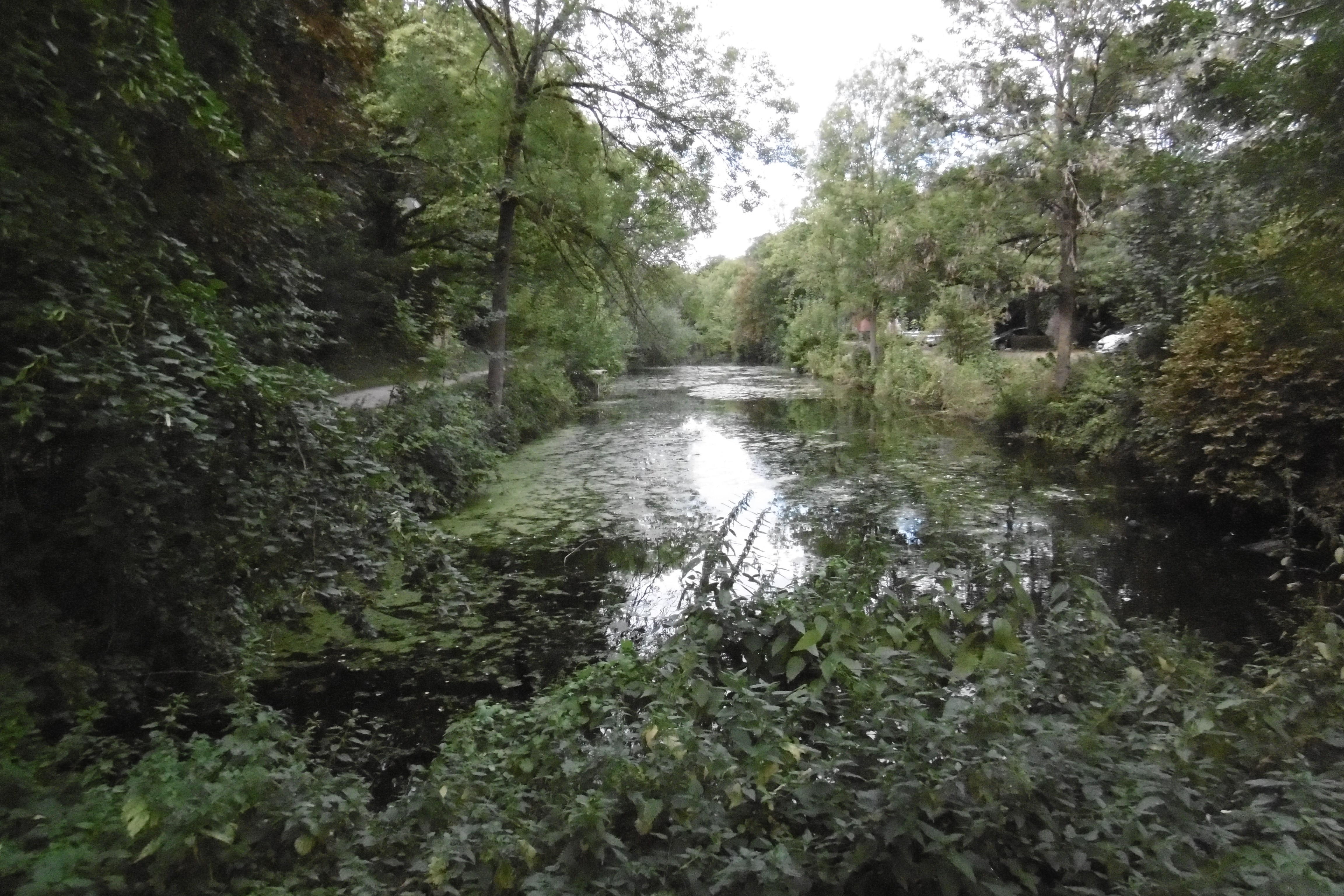
瑟克兰运河

瑟克兰位于法国北部，上法兰西大区北部和诺尔省中南部，距离省会里尔大约10公里。与瑟克兰接壤的市镇包括：瓦蒂尼、阿蒂什、阿沃兰、舍米、贡德库尔、乌普兰-昂夸讷、努瓦耶勒莱瑟克兰、法朗潘、唐普勒马尔。

### 地形
瑟克兰位于法国北部-加来海峡腹地，其附近被称为“梅朗图瓦”，境内以平原为主，市镇中心地势较为平坦，全境海拔在19到47米之间。

### 水文
瑟克兰位于斯海尔德河流域，人工开凿的瑟克兰运河连接瑟克兰市区和德勒河。

### 植被
瑟克兰属于温带阔叶混交林区，市区内的主要绿地公园包括罗桑堡夫妇公园（Parc des époux de Rosenberg）、里耶花园（Jardin de Riez）等，均常年免费向公众开放。
在鲜花城市的评比中，瑟克兰被评为1星级鲜花城市。

### 气候
瑟克兰在柯本气候分类法中属于温带海洋性气候。

## 行政区划
瑟克兰是法国上法兰西大区诺尔省的一个市镇，编号为59560。瑟克兰隶属于里尔区、诺尔省第八选区和法什-蒂梅尼勒县，同时也是里尔欧洲都会区的组成部分。
法国国家统计与经济研究所（简称）在进行数据统计时，将瑟克兰及相邻的另外59个市镇设为里尔城市核心区，并将包括核心区在内的周边共130个市镇划为里尔城市区。自2020年起，里尔城市区被包含201个市镇的里尔城市辐射区代替。此外，还将瑟克兰市镇分为了5个“块区”（IRIS），以便于统计人口分布情况。

## 交通

### 公路
A1高速公路经过瑟克兰市区东部，通过19号出入口连接市区；此外多条诺尔省省道在瑟克兰境内交汇。上法兰西大区下属的城际客运提供巴士线路，可前往周边部分市镇。
| 巴黎 小教堂门立交 | 205 |

| 图尔宽 | 29 |

| 阿斯克新城 | 15 |

| 里尔 | 10 |

| 杜埃 | 29 |

| 拉巴塞 | 23 |

| 阿拉斯 | 39 |

| 朗斯 | 20 |

| 埃南-博蒙 | 19 |

| 瓦朗谢讷 | 47 |

| 奥尔希 | 21 |

| 欧比 | 19 |

2018年，76.8%的瑟克兰家庭拥有至少一辆私人汽车。2019年，瑟克兰境内共发生各类交通事故18起，造成1人遇难，25人受伤。

### 铁路

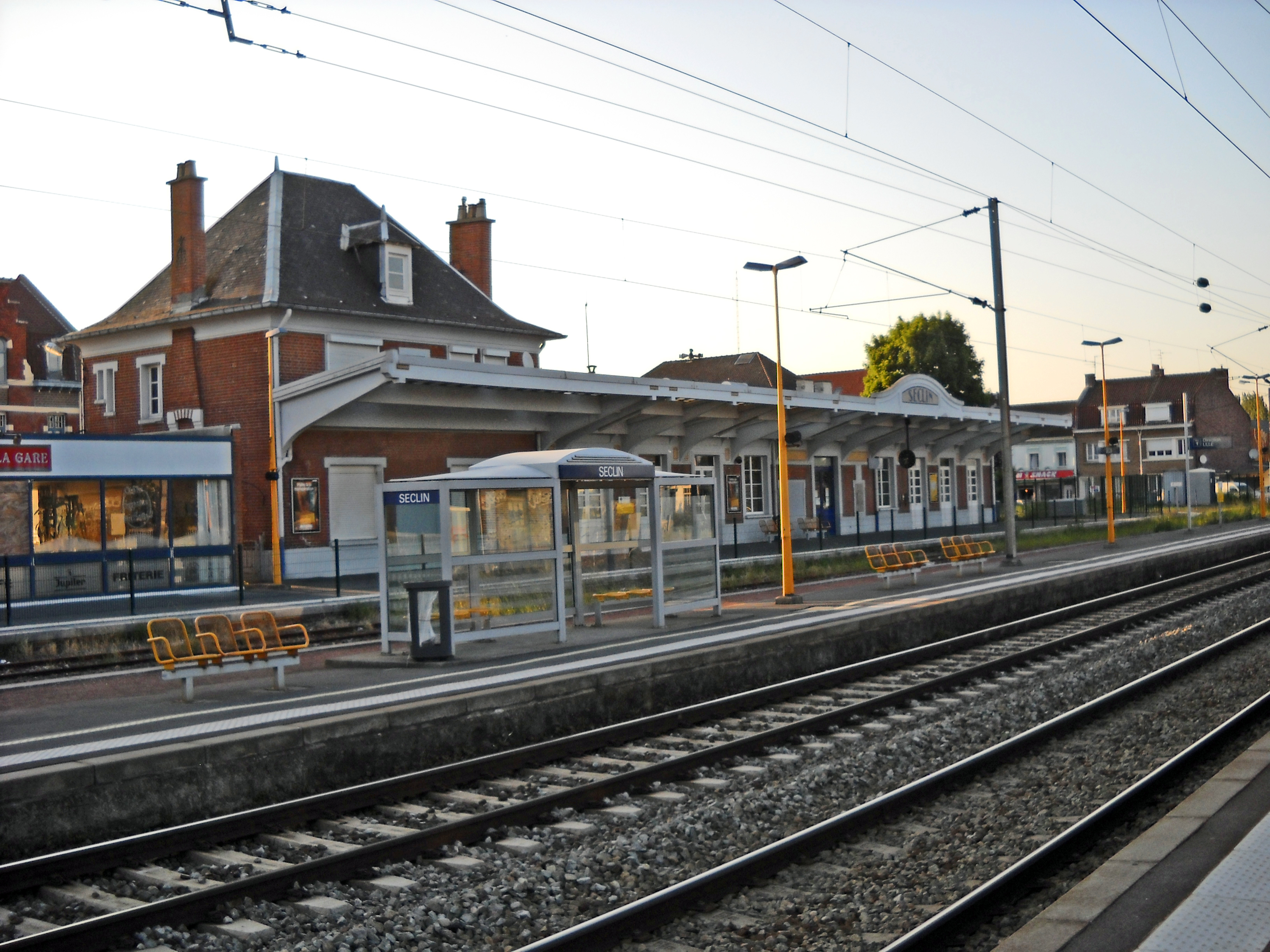
瑟克兰火车站的股道

瑟克兰位于巴黎－里尔铁路上。瑟克兰站位于市区中部，停靠往返于里尔和杜埃一线的区域列车。

### 航空
距离瑟克兰最近的民用航空站为里尔机场，距离瑟克兰市中心的公路里程约10公里。

### 城市公共交通
瑟克兰是里尔都会公共交通（商业名称为）是当地的城市公共交通系统。截至2022年2月，该系统共包括两条地铁、两条有轨电车线路和数十条公交线路，其中经过瑟克兰市区内的有快线L92线、公交55路和校车852线、856线、858线、879线、883线和895线。

## 政治

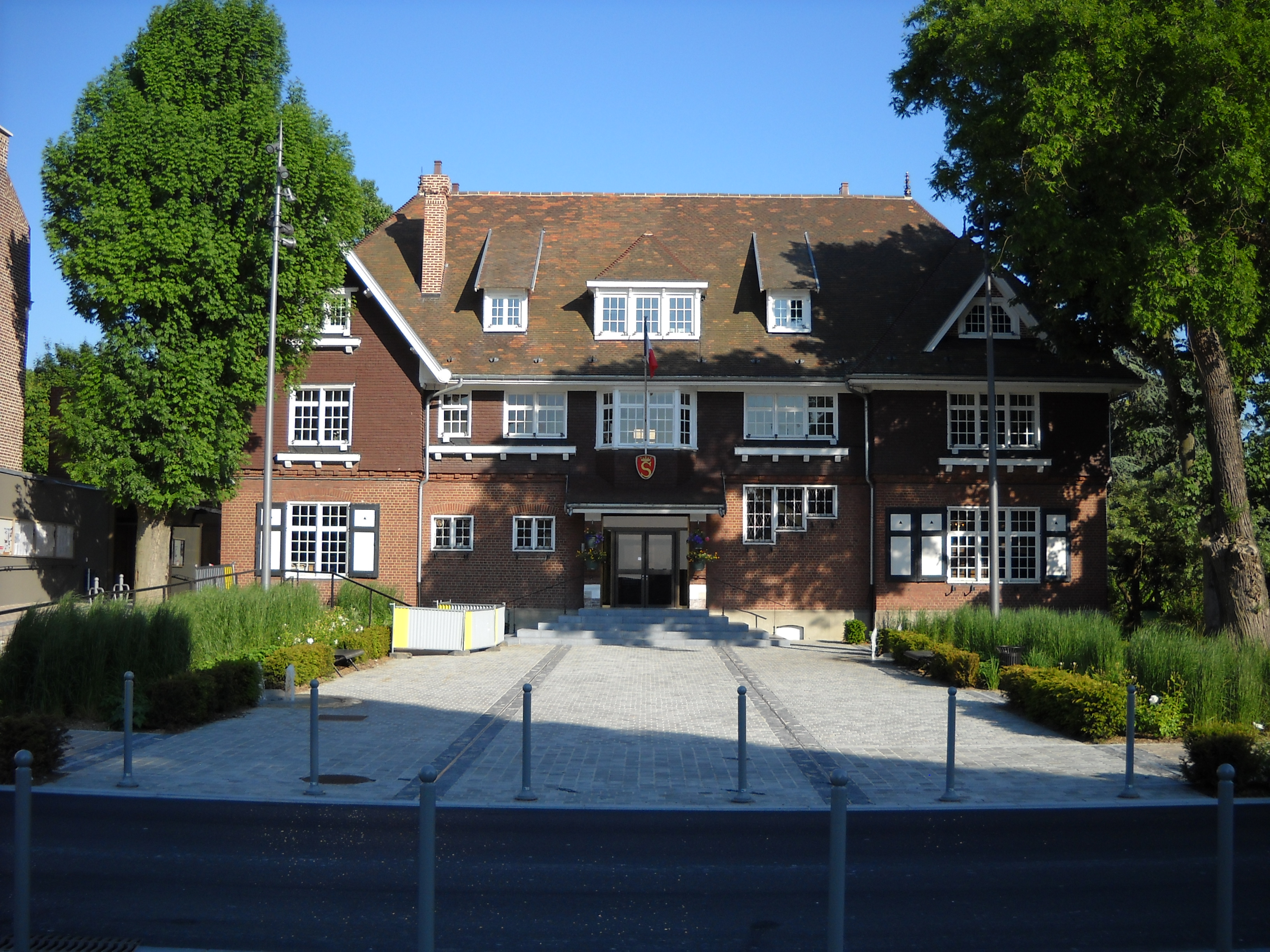
瑟克兰市政厅

瑟克兰的现任市长为弗朗索瓦-泽维尔·卡达尔先生（François-Xavier Cadart），他是一名右翼无党派人士，在2020年的市政选举中获得了52.86%的支持率。
在2022年的法国总统大选中，法国第25任总统埃马纽埃尔·马克龙在瑟克兰获得了53.28%的支持率。

## 人口
2018年，瑟克兰市镇人口数量为12,410，在法国排名第784位。其中男性5,753人，女性6,657人，75岁及以上人口占6.6%，外籍人口数量为2,695人，人口密度为712人/平方公里，当地居民被称为（男性）或（女性）。2019年，瑟克兰境内出生149人，死亡人口127人。
| 瑟克兰1901年－2019年人口变化情况 |
|                                  |
| 数据来源：Cassini、INSEE         |

## 财政与居民收入
2020年，瑟克兰的财政收入总额为19,107,400欧元，财政支出总额为18,339,500欧元，当年的债务总额为3,559,040欧元。2021年，瑟克兰共获得382,817欧元的国家财政补助，比上一年增加了4.72%。
2019年，瑟克兰的人均月收入总额为2,268欧元，其中高级职员为3,641欧元，低于法国平均水平（4,230欧元）；中级职员为2,299欧元，低于法国平均水平（2,411欧元）；普通职员为1,697欧元，亦低于法国平均水平（1,740欧元）。
2018年，瑟克兰境内的青壮年（15至64岁）失业率为13.8%，当地47.6%的家庭拥有纳税资格，平均纳税3,042欧元，低于法国平均水平（3,910欧元）。

## 经济
瑟克兰是一个区域性的中心城市。截止2022年1月，瑟克兰市镇范围内共有各类用人单位（包含自雇）1,989家，平均历史为13年，其中96.46%为中小型企业（PME），2022年8月至10月间，当地的经济活力指数为0.4%。（家居）、（工程设备销售）及（汽车销售）是当地2020年营业额最高的三个企业，分别为102,721,013欧元、65,459,792欧元和56,979,723欧元。

## 社会事务

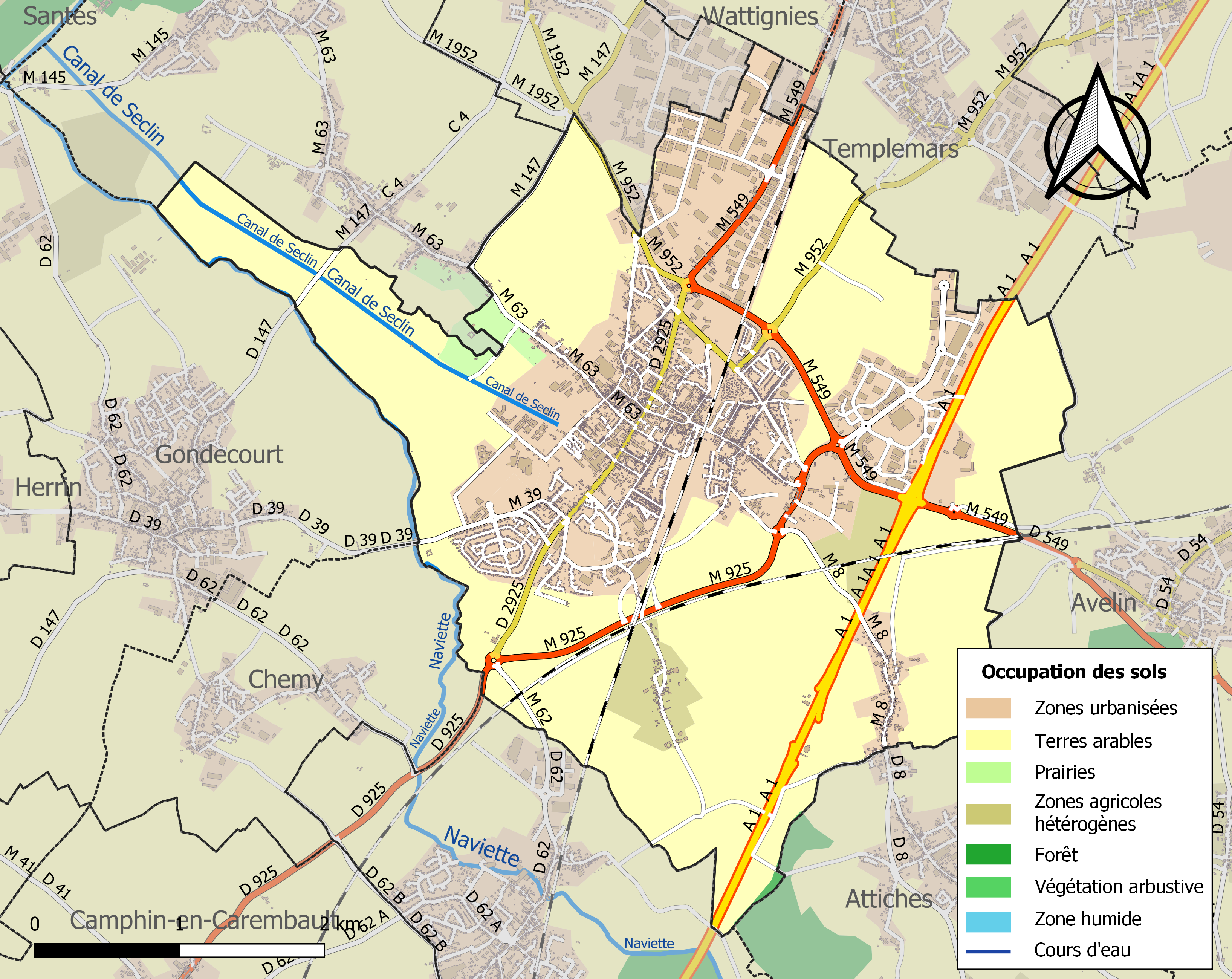
瑟克兰土地利用情况地图

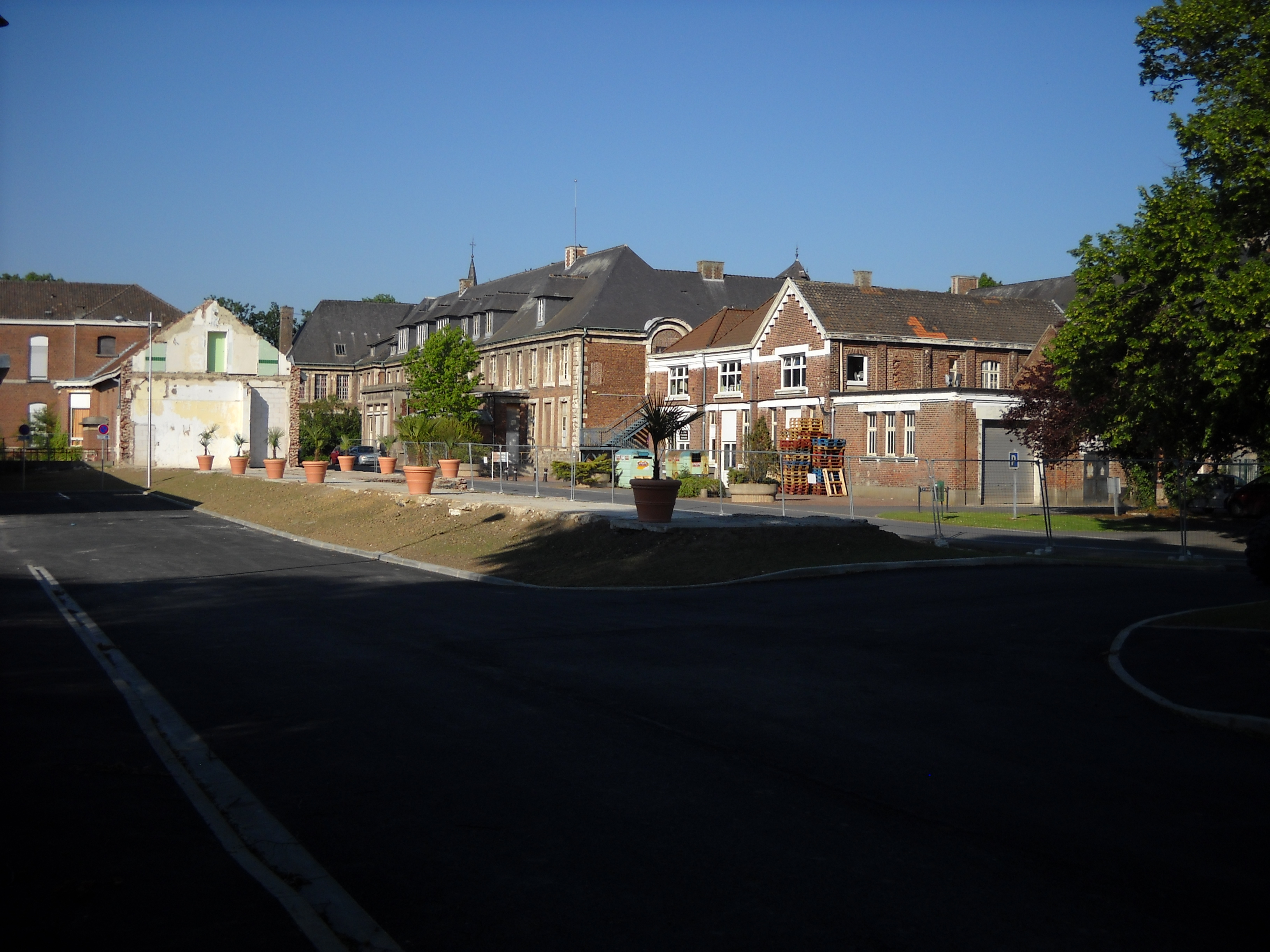
瑟克兰-卡尔万中心医院

### 教育
瑟克兰属于里尔学区。截止2020年1月1日，瑟克兰境内共有4所幼儿园、5所小学、2所初级中学和1所职业高中。2018至2019学年度，瑟克兰境内共有在校中等教育阶段学生1,198名。

### 医疗
截止2020年1月1日，瑟克兰境内共有全科医生10名、保健师20名、牙医8名、护士24名、耳科医生2名、助产士2名、儿科医生4名和妇科医生5名。境内共有药房5家、养老院2家、残疾人帮扶中心5家。
瑟克兰是瑟克兰-卡尔万中心医院（Centre Hospitalier de Seclin-Carvin）的服务范围，后者是法国的一个区域性医疗机构，其主病区位于瑟克兰市区，设有床位372个，是当地规模最大的公立综合性医院。

### 住房
2018年，瑟克兰境内共有各类住房5,537套，其中65.2%为独立式居民区，34.7%为集中式居民区。常住房屋占瑟克兰市镇范围内居民建筑总量的94.1%。
在住房保障政策方面，2020年，瑟克兰境内共有1,337户家庭获得了住房经济补助，受益人数占总人口数量的10.8%，其中1,264份为房租补助。

### 商业
2019年，瑟克兰境内共有各类实体商铺394家，其中餐厅58家、大型超市4家、杂货店6家、面包房8家、肉铺8家、书店3家、装饰品店6家、银行门店11家、美容美发店16家、汽车维修店39家。市区东部建有很绿商业街区（Centre Commercial So Green），有E.Leclerc、Action、But、Conforama、Gamm Vert等大型购物超市。

### 体育
2020年，瑟克兰境内共有1家游泳池、3间体育馆、1座综合体育场、6处网球场、1处足球或橄榄球场以及1处篮球或排球场。
截至2022年2月，瑟克兰境内共有三家注册足球俱乐部。瑟克兰足球俱乐部（FC Seclin，编号500934）是当地的代表性足球队，2021至2022赛季参加上法兰西大区足球联赛乙组（法国第七级别），其主场亨利·若里斯球场（Stade Henri-Jooris）位于市区西侧。

### 环境
瑟克兰的环境事务由其所属的里尔欧洲都会区负责。2019年，瑟克兰境内共有5家污染企业。

### 治安
2019年，瑟克兰市镇范围内有1处派出所。
瑟克兰所在地是里尔警区（zone police de Lille）的管辖范围。2020年，该警区辖区内共54个市镇累计发生各类案件47,498起，其中盗窃类案件29,042起，经济类案件4,904起，毒品交易类案件3,074起。

## 文化
2020年，瑟克兰境内暂无任何文化设施。瑟克兰市政府提供雅克·埃斯塔热市政图书馆（Bibliothèque municipale Jacques-Estager），每周二至六向公众开放。

### 建筑
瑟克兰境内有多处历史建筑，其中圣皮亚教堂、圣母神学院等为法国国家文物保护单位，瑟克兰城塞是当地的主要游览景点。

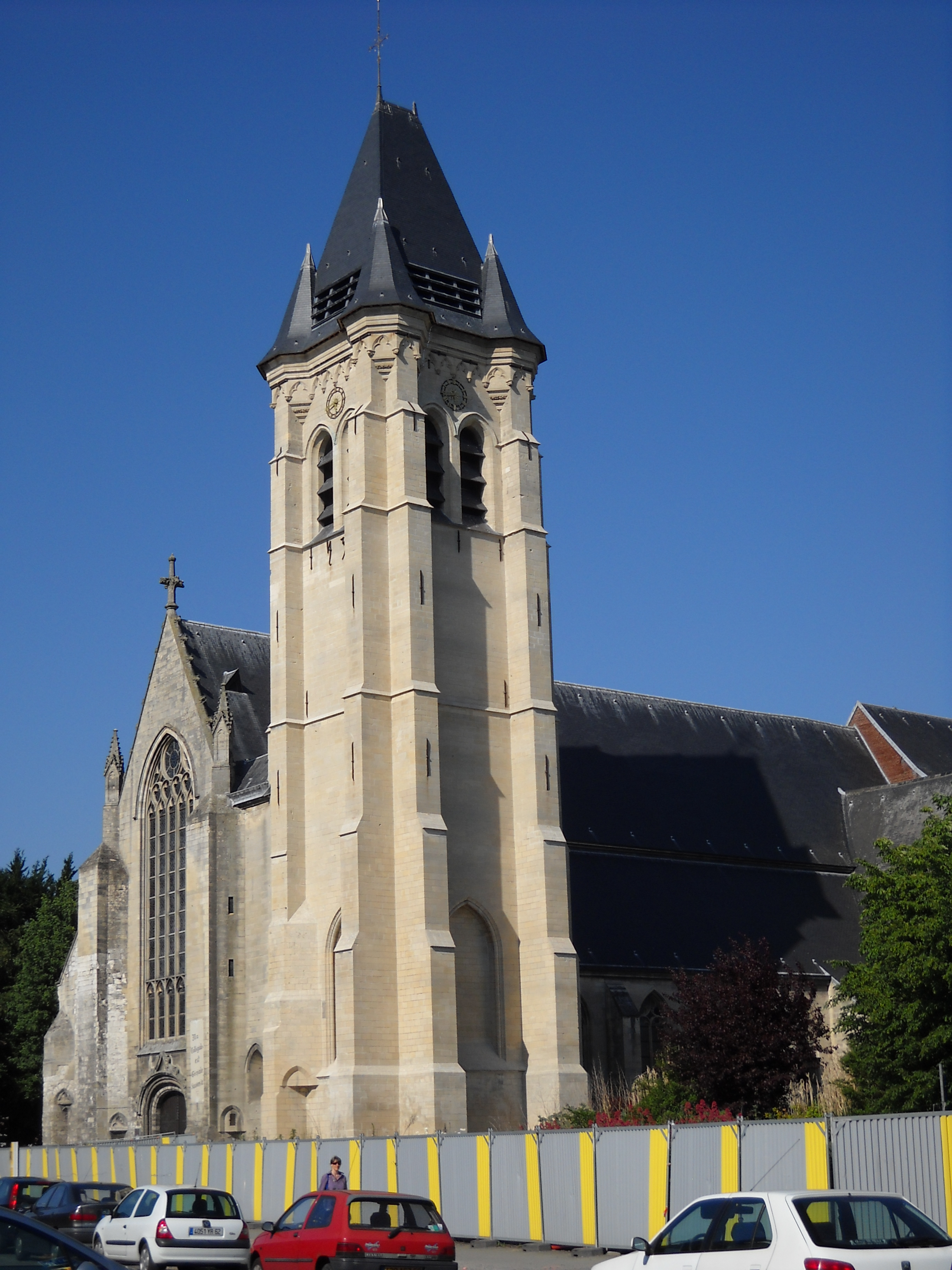
圣皮亚教堂（法语：Église Saint-Piat de Seclin）
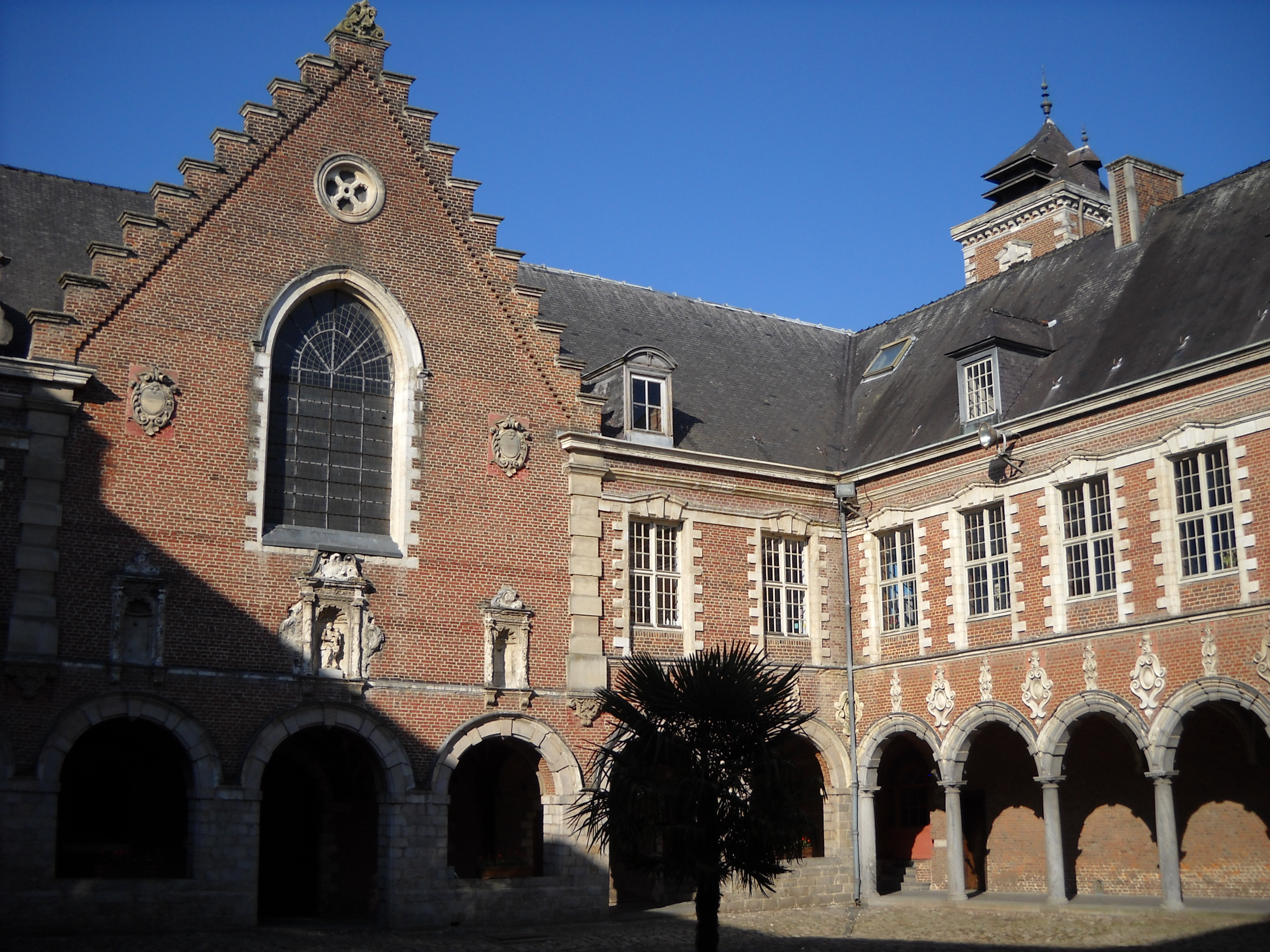
圣母神学院（法语：Hôpital Notre-Dame (Seclin)）
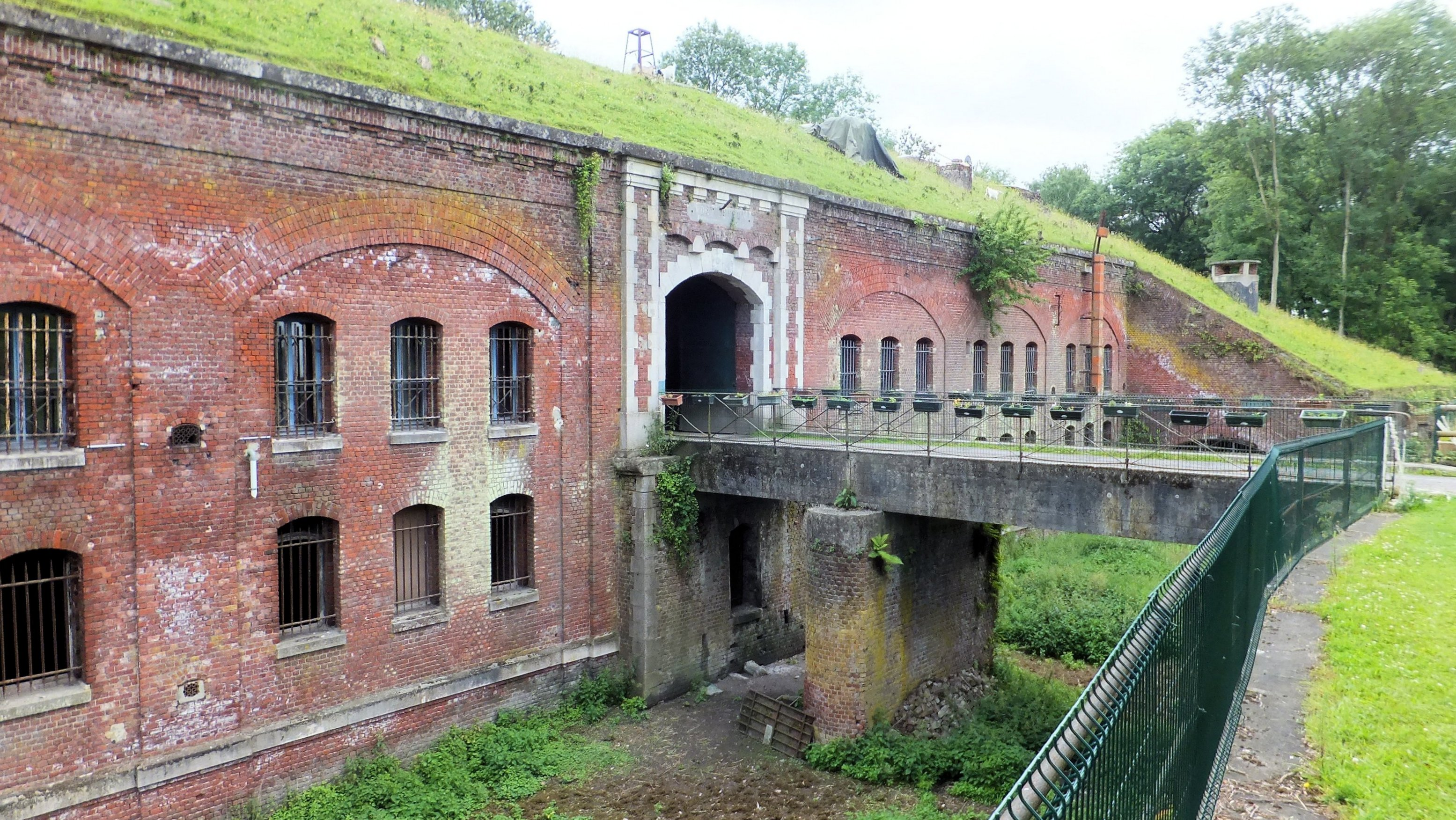
瑟克兰城塞（法语：Fort de Seclin）
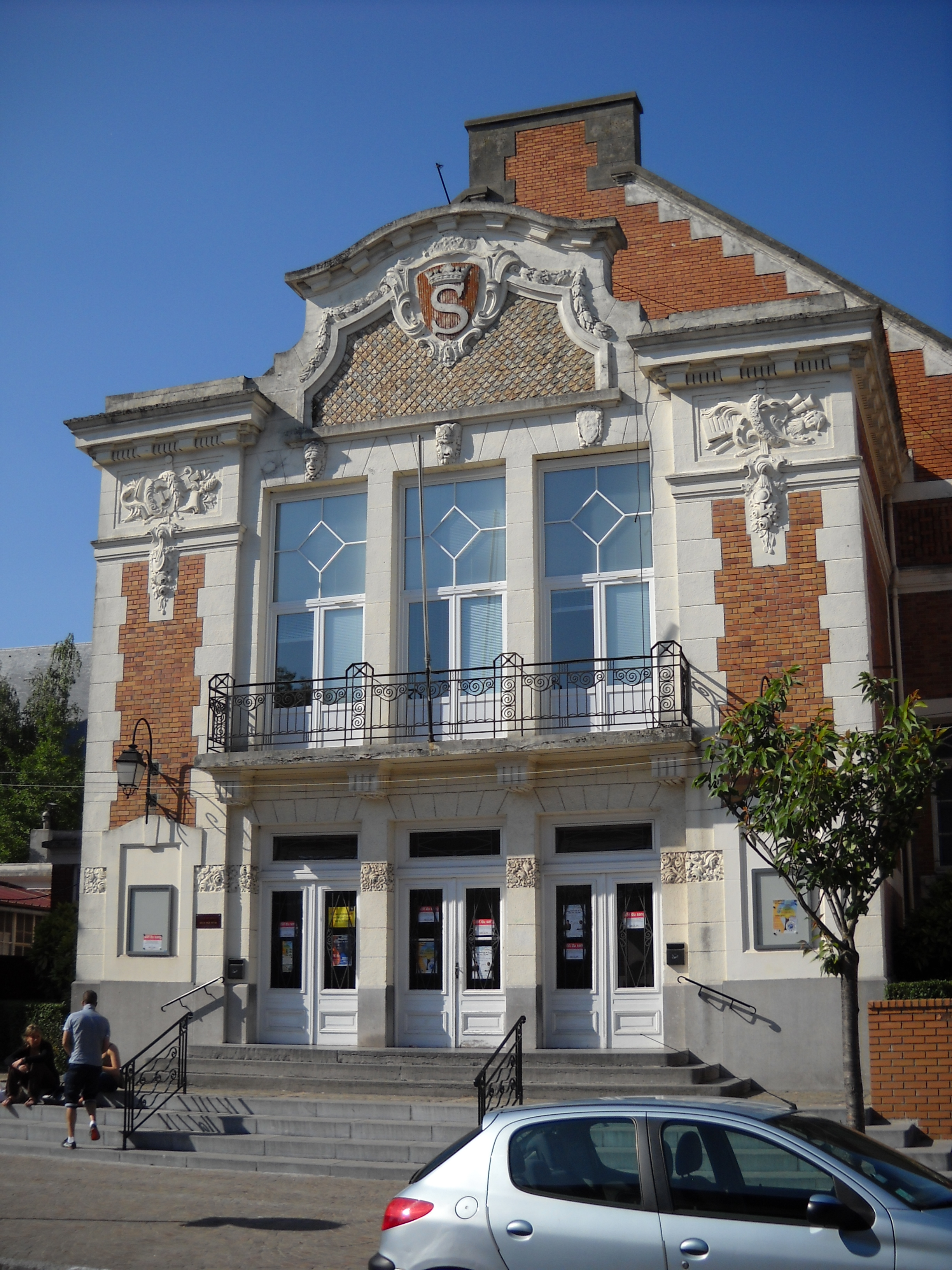
活动中心
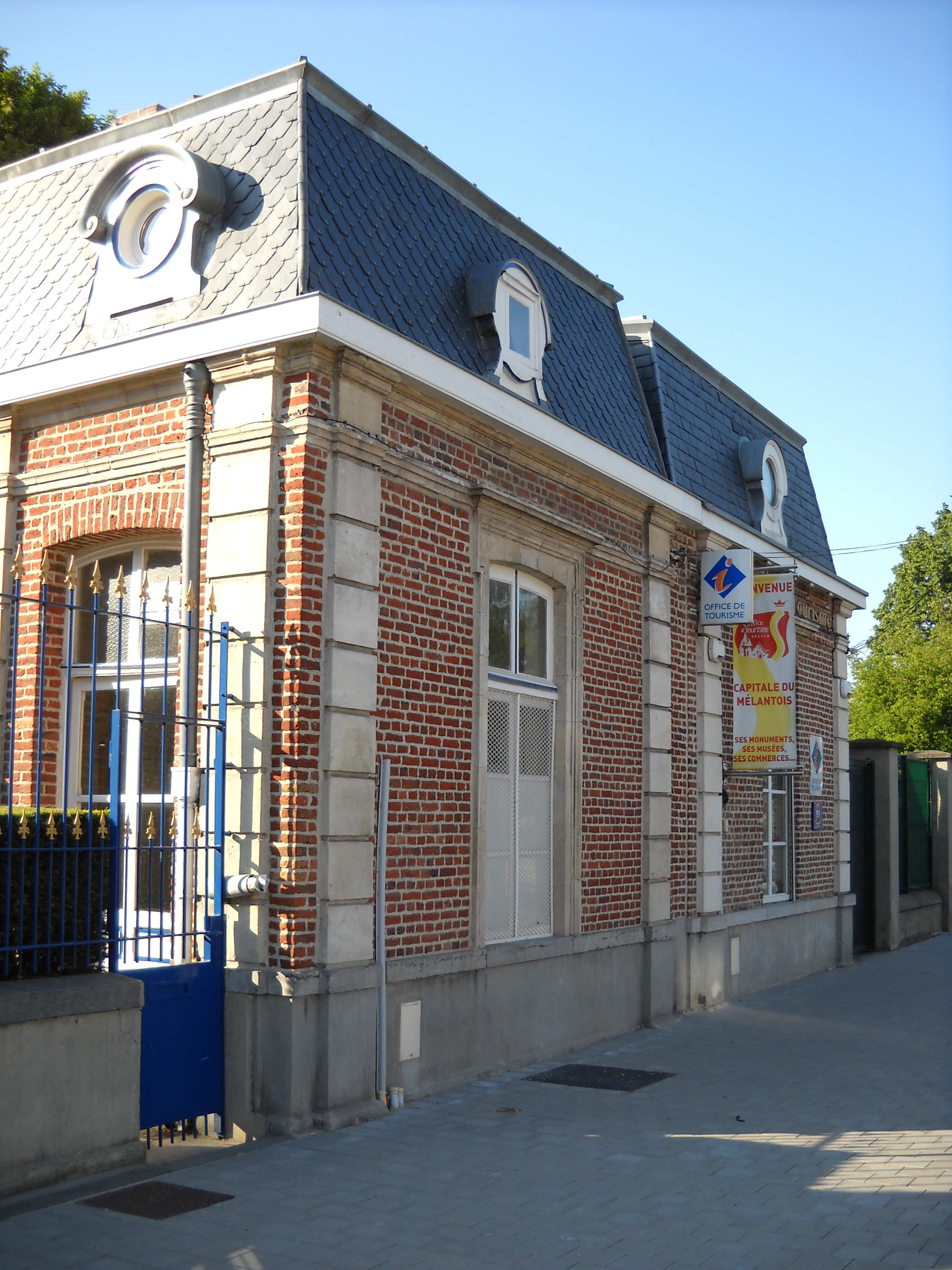
旅游局
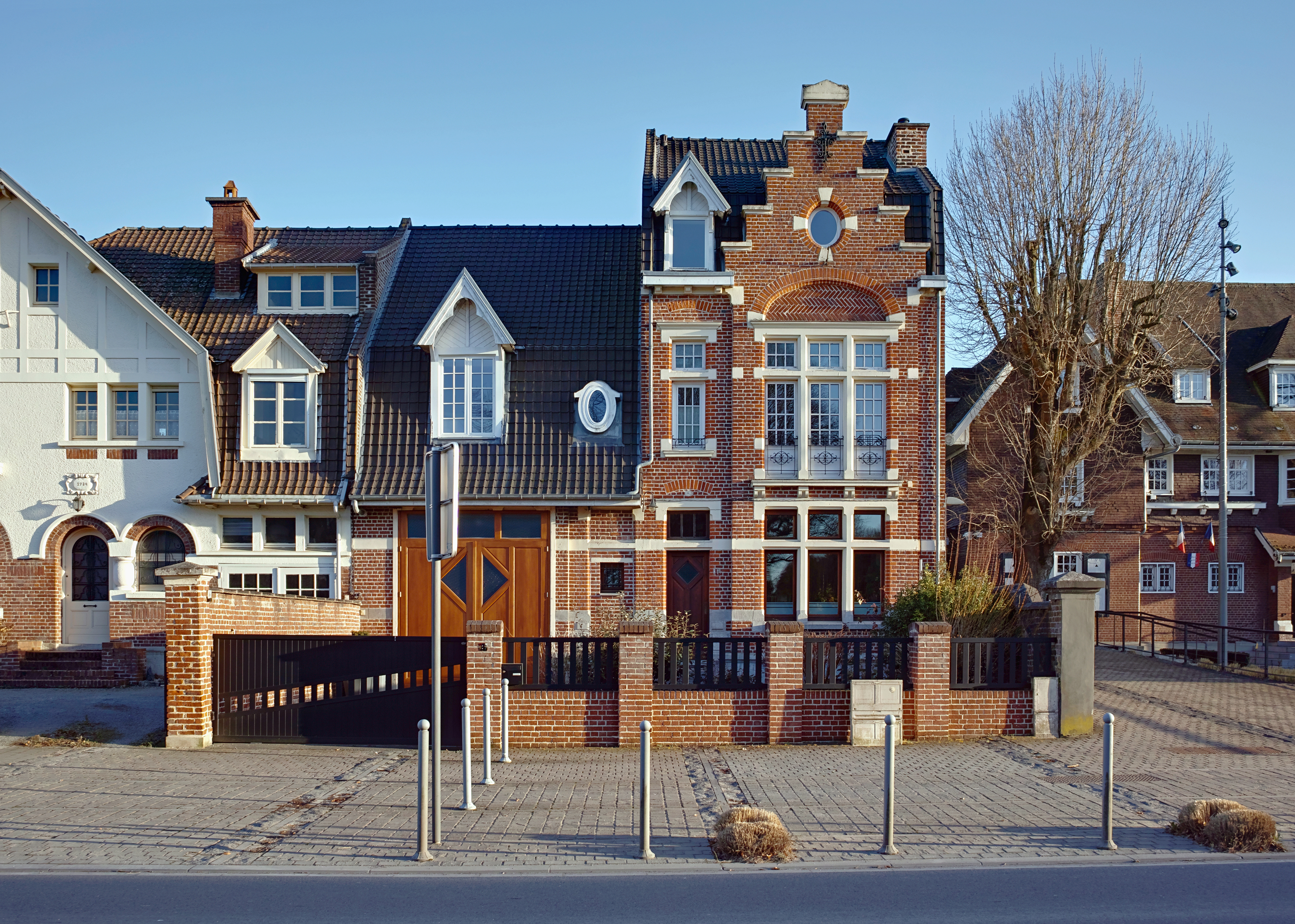
居民楼1
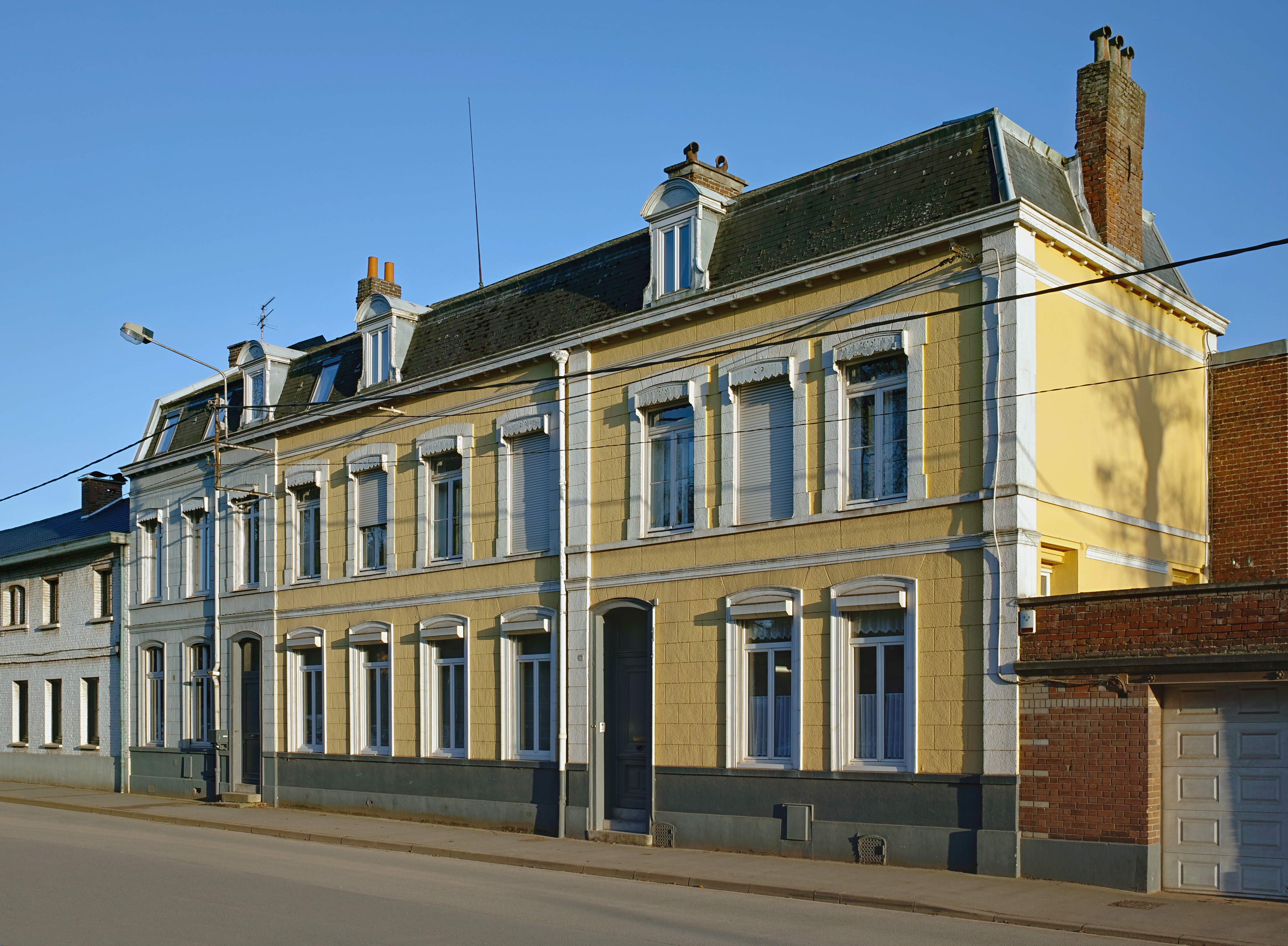
居民楼2

### 旅游
瑟克兰的旅游事务由其所属的里尔欧洲都会区负责。2021年，瑟克兰境内共有5家酒店共计272间房间。

### 媒体
法国主要的媒体均可在瑟克兰接收，法国电视三台下属的上法兰西大区频道在部分时段播出瑟克兰所属区域的地方新闻。

## 相关人物
法国足球运动员让-弗朗索瓦·贝代尼克、斯泰凡·迪蒙、安德雷·阿尤和托马斯·迪德隆出生于瑟克兰。

## 友好城市
截至2022年2月，瑟克兰共与四座城市互为友好城市关系：
- 德国 阿波尔达
- 波蘭 扎布热
- 苏格兰 Larkhall
- 布吉納法索 Méguet